# LAPD Air Support Division
La Los Angeles Police Department Air Support Division (ASD) du département de police de Los Angeles est l'unité aérienne de maintien de l’ordre de la police de Los Angeles. C’est la plus grande organisation d’application de la loi municipale aéroportée aux États-Unis et opère à partir de l'héliport LAPD Hooper.
Initialement consacrée à la surveillance aéroportée du trafic routier, elle s’est développée pour prendre en charge une grande variété d’activités policières. Aujourd'hui, ses opérations sont réparties entre l'assistance aérienne aux opérations régulières (ASTRO) et la section de vol spécial (SFS). La Division exploite actuellement 19 appareils de 3 modèles différents et entretient la plus grande unité d’aviation policière municipale au monde.

## Historique

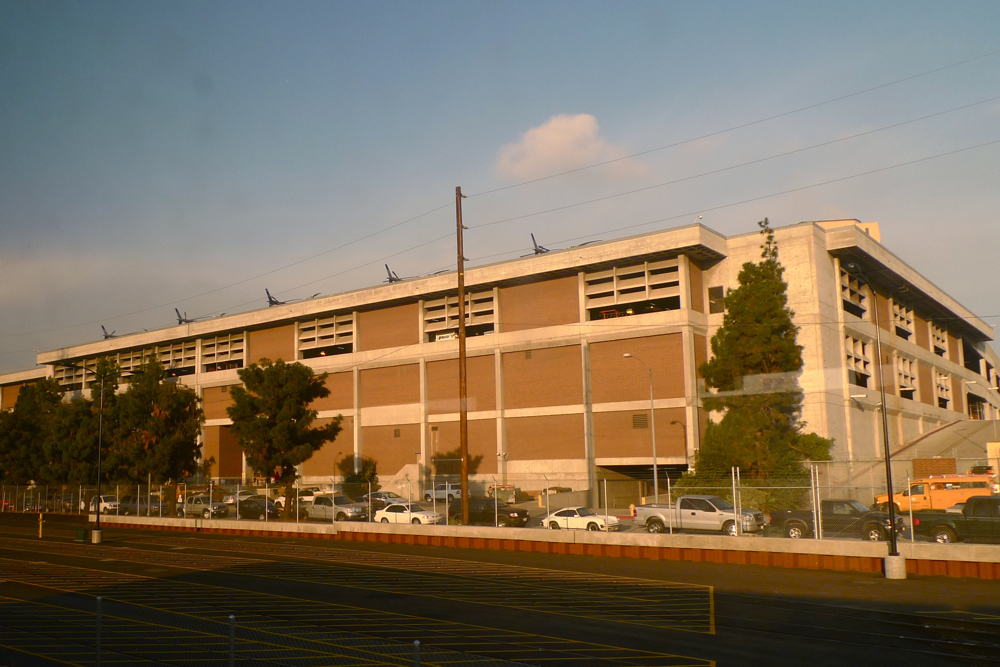
Quartier général de la division

La Division a été créée en tant que LAPD Helicopter Unit en 1956 avec un hélicoptère Hiller UH-12C à trois places. Ils ont ajouté un deuxième hélicoptère en 1963 et un troisième en 1965. La ville exploitait des hélicoptères modèles Bell 47G et 47J. En 1968, l'unité reçut son premier hélicoptère à turbine, le Bell 206A JetRanger, qui réduisit considérablement les délais d'intervention de la police. Avec une expansion majeure en 1974, l'unité d'hélicoptères a été rebaptisée Division de soutien aérien. À cette époque, l'ASD comptait 15 hélicoptères et un Cessna 210, et 77 membres assermentés. En 1976, l'ASD a ajouté la Section des vols spéciaux (SFS), une unité dédiée au soutien des opérations de police d'infiltration. Dans ce rôle de soutien, la SFS est un contributeur important aux enquêtes sur les stupéfiants et aux enquêtes criminelles. En 1989, l’ASD a ajouté son premier Aerospatiale AS350 B1. La ville a remplacé la quasi-totalité des Bell 206 JetRangers à l'exception de 4 et a retiré les modèles à pistons plus anciens. Deux officiers avec au moins trois ans de service dans une voiture de patrouille sont affectés dans chaque unité aérienne; ils sont armés et capables d'atterrir et de procéder à des arrestations dans des zones inaccessibles par d'autres moyens. Les unités aériennes assurent aujourd'hui la surveillance aérienne des poursuites, des vols, des manifestations massives, de la lutte anti-drogue ainsi que des missions SAR. Les aéronefs ne volent pas par mauvais temps pour des raisons de sécurité aérienne.

## Missions
- Fournir un appui aérien aux unités de patrouille et spécialisées du département de police de Los Angeles.
- Renforcer la sécurité des officiers et du public, réduire l'incidence de la criminalité
- Fournir une réponse rapide, un aperçu tactique et des évaluations aéroportées des incidents, de manière sûre et professionnelle.

## Flotte
En 2020, la division comprend 88 membres assermentés et 19 hélicoptères, dont cinq Bell 206B3 JetRangers et quatorze AS-350B2 AStars d'Eurocopter. Elle est aussi dotée d'un avion Beechcraft King Air 200.
La ville de Los Angeles a brièvement opéré une flotte de Bell 407 à la fin des années 90 en remplacement des AS-350B1. Cependant, en 2000, le LAPD a commencé à remplacer les 407 par des AS-350B2 plus puissants. Deux des 407 ont été vendus au Département des services généraux, qui utilise les hélicoptères pour effectuer des vols pour le Département de l’eau et de l’énergie.

### Flotte actuelle
- 14 American Eurocopter AS350 B2 A-Star
- 5 Bell 206 JetRanger
- 1 Beechcraft King Air 200[3]

## Accidents et incidents

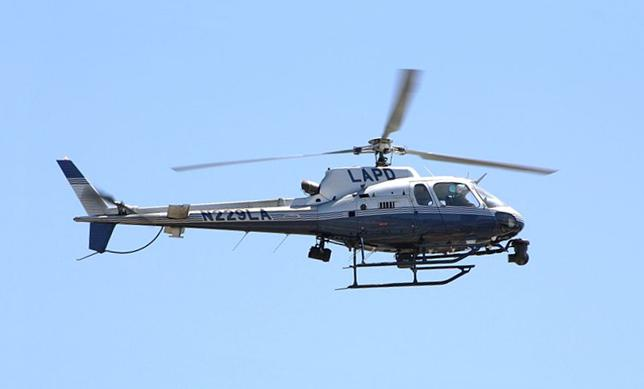
Eurocopter AS350 B2 A-Star de la division de soutien aérien de la LAPD

Le 30 novembre 1964, le sergent Norman D. Piepenbrink est tué dans un accident d'hélicoptère.
Le 30 août 1966, les policiers Larry Amberg et Alex N. Ilnicki effectuaient une patrouille de circulation dans Air 1 (Bell 47G N1162W) dans les environs du Dodger Stadium. Un hélicoptère des médias (Bell 47G, N1157W) était également dans la zone. Air 1 et l'hélicoptère des médias sont entrés en collision, causant la mort des deux officiers et des occupants de l'hélicoptère des médias. Le policier Ilnicki totalisait environ 401 heures de vol,,.
Le 29 mai 1974, le commandant Paul J. Gillen a été tué lorsque son hélicoptère s'est écrasé.
Le 11 juin 1976, l’officier Jeffrey B. Lindenberg a été tué lorsque l’hélicoptère Bell 47G-5 (immatriculation N7085J) s’entraînait à la perte de puissance et s’écrasait à l’atterrissage. Lindenberg pratiquait des atterrissages urbains simulés sur les toits d'une tour, au sommet d'une petite montagne près du zoo de Los Angeles, sur les hauteurs d'Hollywood. En courte approche finale, le moteur a perdu de la puissance et l'hélicoptère s'est écrasé. L'hélicoptère a dévalé le flanc de la montagne sur 49 mètres. Lindenberg a été tué et un autre policier gravement blessé. Lindenberg était à l'agence depuis sept ans et était un pilote expérimenté aux instruments avec 3575 heures de vol,.
Le 1er mars 1983, l'officier de réserve Stuart Taira a été tué à la suite d'un accident d'hélicoptère de la police. Taira, un observateur de l'unité d'hélicoptères, et deux autres officiers effectuaient des patrouilles aériennes à la suite d'une tornade. Entre les patrouilles, les agents ont été envoyés pour enquêter sur le rapport d'un cambrioleur sur un toit. Lorsque l'hélicoptère a décollé, il a heurté une ligne électrique et s'est écrasé. Les agents ont survécu à l'impact initial et Taira a pu sortir de l'avion. Taira est ensuite retourné à l'aéronef pour tenter de sauver ses deux partenaires. L'un des rotors de l'hélicoptère a heurté Taira à la tête et l'a tué. Taira a reçu à titre posthume la Médaille de la vaillance du département.
Le 13 juin 1991, les agents Gary Alan Howe et Charles Randall Champe ont été tués après avoir subi une panne moteur en vol, ce qui a provoqué le crash de leur hélicoptère sur un parking. Ils pilotaient un hélicoptère AS350B1 (immatriculation N214LA),.